# Pjäs elo pjas

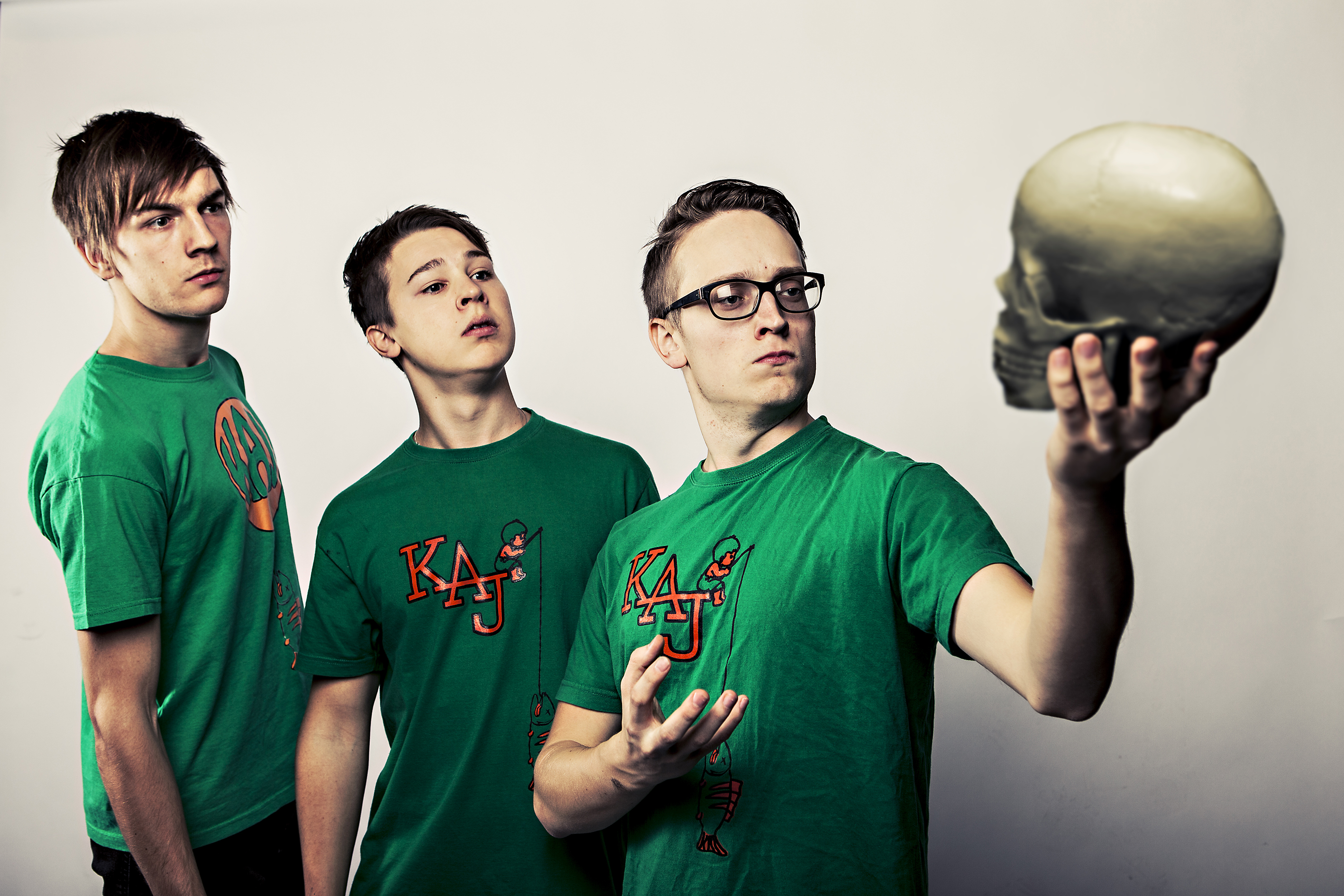
Kevin Holmström, Jakob Norrgård och Axel Åhman på Wasa Teater

Pjäs elo pjas – De e frågan var humorgruppen Kaj:s första egna gästspel på Wasa teaters stora scen. Den hade urpremiär 7 februari 2014 och spelades för slutsålda salonger vid elva tillfällen. Titeln anspelar på det österbottniska ordet pjas med betydelsen struntprat; fjolligheter, dumheter, strunt. Ordet används även i gruppens skivbolags namn Pjas Productions Ab.
Showen innehöll sketcher, musik och dans både från gruppens YouTube-kanal och för showen helt nyskrivet material. Exempel på teman var jämställdhet, hästar och Nelson Mandelas begravning och pjäsen blev mottagen med stående ovationer.